# المدرسة العسكرية (مترو باريس)
المدرسة العسكرية (بالفرنسية: École Militaire)‏ هي محطة مترو تابعة لمترو باريس تقع في فرنسا في الدائرة السابعة في باريس.[بحاجة لمصدر]